# District de Suttsu

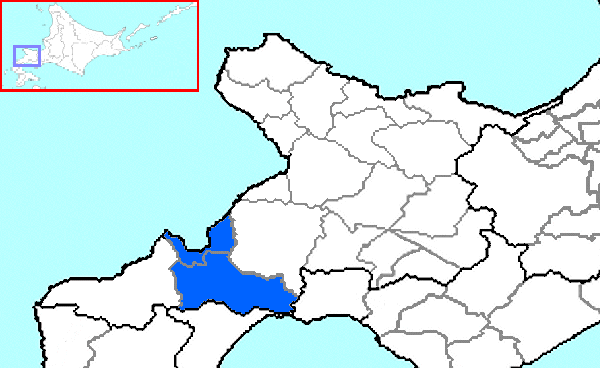
Emplacement du district de Suttsu dans la sous-préfecture de Shiribeshi.

Le district de Suttsu (寿都郡, Suttsu-gun) est un district de la sous-préfecture de Shiribeshi situé sur l'île de Hokkaidō, au Japon.

## Géographie

### Situation
Le district de Suttsu est situé dans la partie sud-ouest de la sous-préfecture de Shiribeshi, au sud-ouest de Sapporo, capitale de la préfecture de Hokkaidō, au Japon.

### Démographie
Au 1er avril 2015, la population du district de Suttsu était estimée à 6 239 habitants répartis sur une superficie de 440,89 km2 (densité de population de 14 hab./km2).

## Histoire
À l'époque d'Edo (1603-1868), la région sud d'Ezo est sous la domination du clan Matsumae. En 1855, la région de l'actuel district de Suttsu passe sous le contrôle du clan Tsugaru.
En 1869, après la fin de la guerre civile de Boshin, le bureau de colonisation de Hokkaidō, organisme du gouvernement de Meiji chargé du développement de l'ensemble des territoires situés au nord de l'île principale du Japon, Honshū, effectue un redécoupage administratif de l'île de Hokkaidō en créant onze provinces, elles-mêmes découpées pour former 86 districts. Le district de Suttsu est créé dans la nouvelle province de Shiribeshi. La réalité administrative de la nouvelle entité juridique ne débute cependant qu'en 1879 avec le découpage des districts en bourgs et villes.

### Divisions administratives

#### Bourgs et villages
- Kuromatsunai
- Suttsu